# Buôn bán tiểu ngạch

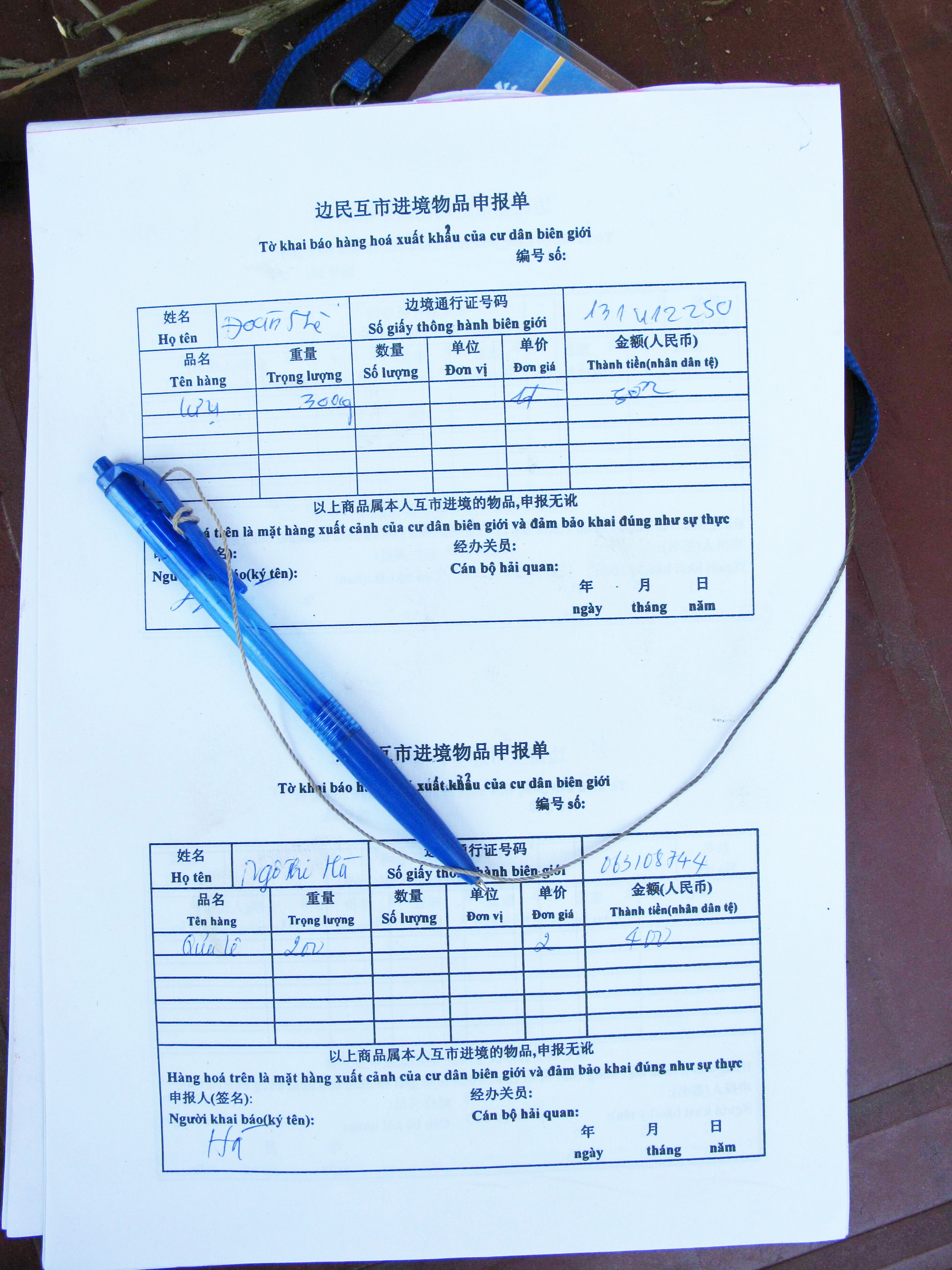
Một tờ khai hàng hóa dành cho buôn bán tiểu ngạch áp dụng tại cửa khẩu Hekou của Vân Nam, Trung Quốc.

Buôn bán tiểu ngạch, còn gọi cách khác là mậu dịch tiểu ngạch hoặc thương mại tiểu ngạch, là một hình thức thương mại quốc tế hợp pháp được tiến hành giữa nhân dân hai nước sinh sống ở các địa phương hai bên biên giới mà kim ngạch của mỗi giao dịch hàng hóa hữu hình có giá trị nhỏ  theo quy định của pháp luật. Ví dụ, buôn bán tiểu ngạch giữa Việt Nam và Trung Quốc là các hoạt động buôn bán giữa dân cư Việt Nam với dân cư Trung Quốc sống ở các xã, phường sát đường biên có giá trị mỗi giao dịch không quá 2 triệu đồng/người/ngày theo quy định của pháp luật Việt Nam. Chính tiêu chí về giá trị nhỏ (tiểu ngạch) đã khiến cho hình thức thương mại này có tên như vậy.
Buôn bán tiểu ngạch còn có những đặc trưng như thường (song không nhất thiết) thanh toán bằng tiền mặt, không cần hợp đồng mua bán. Chú ý là buôn bán tiểu ngạch không phải là buôn lậu. Kinh doanh xuất nhập khẩu tiểu ngạch vẫn cần xin phép. Việc xác định đâu là buôn bán tiểu ngạch không dựa vào hình thức vận chuyển hàng hóa qua đường biên giới. Buôn bán tiểu ngạch vẫn phải chịu thuế đánh vào giá trị giao dịch, gọi là thuế xuất nhập khẩu tiểu ngạch. Hàng hóa khi đi qua biên giới vẫn phải chịu sự kiểm tra của các cơ quan thuế quan, kiểm dịch, biên phòng, xuất nhập cảnh, v.v...
Buôn bán tiểu ngạch được cho là có tính ổn định thấp. Do giá trị mỗi giao dịch nhỏ, nên trong nhiều trường hợp mặt hàng được buôn bán là các loại hoa quả. Điều này khiến cho kim ngạch buôn bán tiểu ngạch nói chung có thể thay đổi theo mùa vụ, theo thời tiết, theo thay đổi chính sách kiểm dịch. Buôn bán tiểu ngạch còn được cho là dễ bị lợi dụng để tránh thuế. Vì thuế xuất nhập tiểu ngạch thường có thuế suất thấp hơn thuế xuất nhập khẩu chính ngạch, thủ tục liên quan phải làm đơn giản hơn, nên một doanh nghiệp có thể thuê mướn nhiều người dân ở vùng biên giới thực hiện việc mua bán để không phải nộp thuế nhiều.